# Нанотехнология

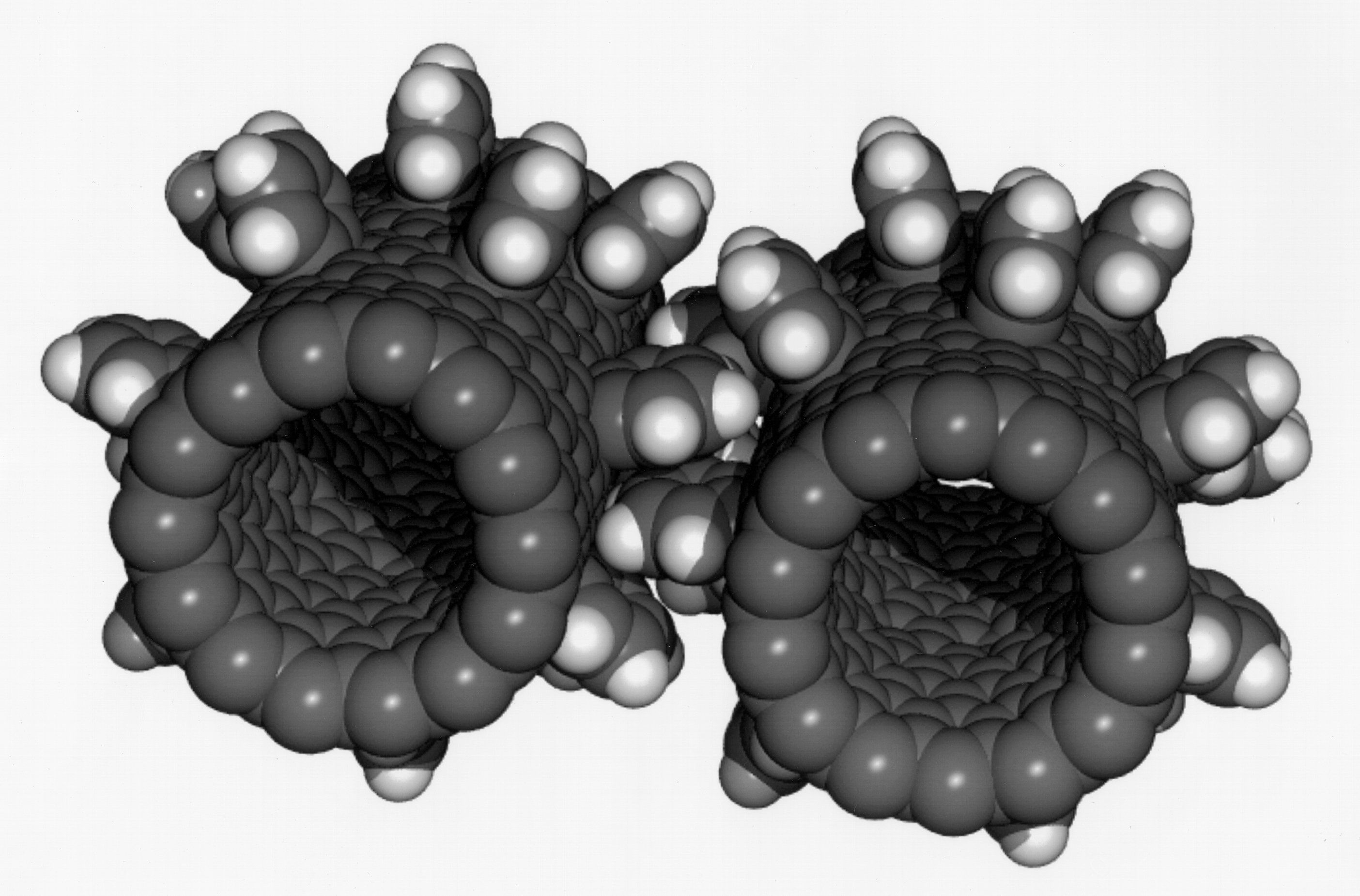
Шестерни молекулярного размера на основе нанотрубок

Нанотехноло́гия — область фундаментальной и прикладной науки и техники, включающая теоретическое обоснование, практические методы исследования, анализа и синтеза, а также методы производства и применения продуктов с заданной атомной структурой путём контролируемого манипулирования отдельными атомами и молекулами.

## Определения и терминология
Не существует одного общепринятого определения, описывающего, что такое нанотехнологии и нанопродукция.
Среди подходов к определению понятия «нанотехнологии» имеются следующие:
1. В Техническом комитете ISO/ТК 229 под нанотехнологиями подразумевается следующее:[1]
  1. знание и управление процессами, как правило, в масштабе 1 нм, но не исключающее масштаб менее 100 нм в одном или более измерениях, когда ввод в действие размерного эффекта (явления) приводит к возможности новых применений;
  2. использование свойств объектов и материалов в нанометровом масштабе, которые отличаются от свойств свободных атомов или молекул, а также от объемных свойств вещества, состоящего из этих атомов или молекул, для создания более совершенных материалов, приборов, систем, реализующих эти свойства.
2. На территории Российской Федерации понятие нанотехнологий установлено в ГОСТ Р 55416-2013 «Нанотехнологии. Часть 1. Основные термины и определения»[2], а именно:

совокупность технологических методов, применяемых для изучения, проектирования и производства материалов, устройств и систем, включая целенаправленный контроль и управление строением, химическим составом и взаимодействием составляющих их отдельных элементов нанодиапазона.
1. Согласно «Концепции развития в Российской Федерации работ в области нанотехнологий на период до 2010 года» (2004 г.)[3] нанотехнология определяется, как совокупность методов и приёмов, обеспечивающих возможность контролируемым образом создавать и модифицировать объекты, включающие компоненты с размерами менее 100 нм, хотя бы в одном измерении, и в результате этого получившие принципиально новые качества, позволяющие осуществлять их интеграцию в полноценно функционирующие системы большего масштаба.

Практический аспект нанотехнологий включает в себя производство устройств и их компонентов, необходимых для создания, обработки и манипуляции атомами, молекулами и наночастицами. Подразумевается, что не обязательно объект должен обладать хоть одним линейным размером менее 100 нм — это могут быть макрообъекты, атомарная структура которых контролируемо создаётся с разрешением на уровне отдельных атомов, либо же содержащие в себе нанообъекты. В более широком смысле этот термин охватывает также методы диагностики, характерологии и исследований таких объектов.
Нанотехнологии качественно отличаются от традиционных дисциплин, поскольку на таких масштабах привычные макроскопические технологии обращения с материей часто неприменимы, а микроскопические явления, пренебрежительно слабые на привычных масштабах, становятся намного значительнее: свойства и взаимодействия отдельных атомов и молекул или агрегатов молекул (например, силы Ван-дер-Ваальса), квантовые эффекты.
Нанотехнология и в особенности молекулярная технология — дисциплины новые, начавшие развиваться только недавно. Основные открытия, предсказываемые в этой области, пока не сделаны. Тем не менее, проводимые исследования уже дают практические результаты. Использование в нанотехнологии передовых научных достижений позволяет относить её к высоким технологиям.
Развитие современной электроники идёт по пути уменьшения размеров устройств. С другой стороны, классические методы производства подходят к своему естественному экономическому и технологическому барьеру, когда размер устройства уменьшается ненамного, зато экономические затраты возрастают экспоненциально. Нанотехнология — следующий логический шаг развития электроники и других наукоёмких производств.

## История
Многие источники, в первую очередь англоязычные, связывают первое упоминание методов, которые впоследствии будут названы нанотехнологией, с известным выступлением Ричарда Фейнмана «Внизу полным-полно места», сделанным им в 1959 году в Калифорнийском технологическом институте на ежегодной встрече Американского физического общества. Ричард Фейнман предположил, что возможно механически перемещать одиночные атомы при помощи манипулятора соответствующего размера, по крайней мере, такой процесс не противоречил бы известным на сегодняшний день физическим законам.
Этот манипулятор он предложил делать следующим способом. Необходимо построить механизм, создававший бы свою копию, только на порядок меньшую. Созданный меньший механизм должен опять создать свою копию, опять на порядок меньшую и так до тех пор, пока размеры механизма не будут соизмеримы с размерами порядка одного атома. При этом необходимо будет делать изменения в устройстве этого механизма, так как силы гравитации, действующие в макромире, будут оказывать все меньшее влияние, а силы межмолекулярных взаимодействий и Ван-дер-Ваальсовы силы будут все больше влиять на работу механизма. Последний этап — полученный механизм соберёт свою копию из отдельных атомов. Принципиально число таких копий неограниченно, можно будет за короткое время создать произвольное число таких машин. Эти машины смогут таким же способом, поатомной сборкой, собирать макровещи. Это позволит сделать вещи на порядок дешевле — таким роботам (нанороботам) нужно будет дать только необходимое количество молекул и энергию, и написать программу для сборки необходимых предметов. До сих пор никто не смог опровергнуть эту возможность, но и никому пока не удалось создать такие механизмы. Вот как Р. Фейнман описал предполагаемый им манипулятор:

Я думаю о создании системы с электрическим управлением, в которой используются изготовленные обычным способом «обслуживающие роботы» в виде уменьшенных в четыре раза копий «рук» оператора. Такие микромеханизмы смогут легко выполнять операции в уменьшенном масштабе. Я говорю о крошечных роботах, снабжённых серводвигателями и маленькими «руками», которые могут закручивать столь же маленькие болты и гайки, сверлить очень маленькие отверстия и т. д. Короче говоря, они смогут выполнять все работы в масштабе 1:4. Для этого, конечно, сначала следует изготовить необходимые механизмы, инструменты и руки-манипуляторы в одну четвёртую обычной величины (на самом деле, ясно, что это означает уменьшение всех поверхностей контакта в 16 раз). На последнем этапе эти устройства будут оборудованы серводвигателями (с уменьшенной в 16 раз мощностью) и присоединены к обычной системе электрического управления. После этого можно будет пользоваться уменьшенными в 16 раз руками-манипуляторами! Сфера применения таких микророботов, а также микромашин может быть довольно широкой — от хирургических операций до транспортирования и переработки радиоактивных материалов.
Я надеюсь, что принцип предлагаемой программы, а также связанные с ней неожиданные проблемы и блестящие возможности понятны. Более того, можно задуматься о возможности дальнейшего существенного уменьшения масштабов, что, естественно, потребует дальнейших конструкционных изменений и модификаций (кстати, на определённом этапе, возможно, придётся отказаться от «рук» привычной формы), но позволит изготовить новые, значительно более совершенные устройства описанного типа.
Ничто не мешает продолжить этот процесс и создать сколько угодно крошечных станков, поскольку не имеется ограничений, связанных с размещением станков или их материалоёмкостью. Их объём будет всегда намного меньше объёма прототипа. Легко рассчитать, что общий объём 1 млн уменьшенных в 4000 раз станков (а следовательно, и масса используемых для изготовления материалов) будет составлять менее 2 % от объёма и массы обычного станка нормальных размеров. Понятно, что это сразу снимает и проблему стоимости материалов. В принципе, можно было бы организовать миллионы одинаковых миниатюрных заводиков, на которых крошечные станки непрерывно сверлили бы отверстия, штамповали детали и т. п. По мере уменьшения размеров мы будем постоянно сталкиваться с очень необычными физическими явлениями. Всё, с чем приходится встречаться в жизни, зависит от масштабных факторов. Кроме того, существует ещё и проблема «слипания» материалов под действием сил межмолекулярного взаимодействия (так называемые силы Ван-дер-Ваальса), которая может приводить к эффектам, необычным для макроскопических масштабов. Например, гайка не будет отделяться от болта после откручивания, а в некоторых случаях будет плотно «приклеиваться» к поверхности и т. д. Существует несколько физических проблем такого типа, о которых следует помнить при проектировании и создании микроскопических механизмов.

В ходе теоретического исследования данной возможности появились гипотетические сценарии конца света, которые предполагают, что нанороботы поглотят всю биомассу Земли, выполняя свою программу саморазмножения (так называемая «серая слизь» или «серая жижа»).
Первые предположения о возможности исследования объектов на атомном уровне можно встретить в книге «Opticks» Исаака Ньютона, вышедшей в 1704 году. В книге Ньютон выражает надежду, что микроскопы будущего когда-нибудь смогут исследовать «тайны корпускул».
Впервые термин «нанотехнология» употребил Норио Танигути в 1974 году. Он назвал этим термином производство изделий размером несколько нанометров. В 1980-х годах этот термин использовал Эрик К. Дрекслер в своих книгах: «Машины создания: Грядущая эра нанотехнологии» («Engines of Creation: The Coming Era of Nanotechnology») и «Nanosystems: Molecular Machinery, Manufacturing, and Computation». Центральное место в его исследованиях играли математические расчёты, с помощью которых можно было проанализировать работу устройства размерами в несколько нанометров.

## Фундаментальные положения
В 2009 году учёными из Университета Висконсин-Мэдисон было выяснено, что законы трения в макро- и наномире похожи.

### Наночастицы
Современная тенденция к миниатюризации показала, что вещество может иметь совершенно новые свойства, если взять очень маленькую частицу этого вещества. Частицы размерами от 1 до 100 нанометров обычно называют «наночастицами». Так, например, оказалось, что наночастицы некоторых материалов имеют очень хорошие каталитические и адсорбционные свойства. Другие материалы показывают удивительные оптические свойства, например, сверхтонкие плёнки органических материалов применяют для производства солнечных батарей. Такие батареи, хоть и обладают сравнительно низкой квантовой эффективностью, зато более дёшевы и могут быть механически гибкими. Удается добиться взаимодействия искусственных наночастиц с природными объектами наноразмеров — белками, нуклеиновыми кислотами и др. Тщательно очищенные наночастицы могут самовыстраиваться в определённые структуры. Такая структура содержит строго упорядоченные наночастицы и также зачастую проявляет необычные свойства.
Нанообъекты делятся на 3 основных класса: трёхмерные частицы, получаемые взрывом проводников, плазменным синтезом, восстановлением тонких плёнок и т. д.; двумерные объекты — плёнки, получаемые методами молекулярного наслаивания, CVD, ALD, методом ионного наслаивания и т. д.; одномерные объекты — вискеры, эти объекты получаются методом молекулярного наслаивания, введением веществ в цилиндрические микропоры и т. д. Также существуют нанокомпозиты — материалы, полученные введением наночастиц в какие-либо матрицы. На данный момент обширное применение получил только метод микролитографии, позволяющий получать на поверхности матриц плоские островковые объекты размером от 50 нм, применяется он в электронике; метод CVD и ALD в основном применяется для создания микронных плёнок. Прочие методы в основном используются в научных целях. В особенности следует отметить методы ионного и молекулярного наслаивания, поскольку с их помощью возможно создание реальных монослоёв.
Особый класс составляют органические наночастицы как естественного, так и искусственного происхождения.
Поскольку многие физические и химические свойства наночастиц, в отличие от объемных материалов, сильно зависят от их размера, в последние годы проявляется значительный интерес к методам измерения размеров наночастиц в растворах: анализ траекторий наночастиц, динамическое светорассеяние, седиментационный анализ, ультразвуковые методы.

### Самоорганизация наночастиц и самоорганизующиеся процессы
Один из важнейших вопросов, стоящих перед нанотехнологией — как заставить молекулы группироваться определённым способом, самоорганизовываться, чтобы в итоге получить новые материалы или устройства. Этой проблемой занимается новый раздел химии — супрамолекулярная химия. Она изучает не отдельные молекулы, а взаимодействия между молекулами, которые способны упорядочить молекулы определённым способом, создавая новые вещества и материалы. Обнадёживает то, что в природе действительно существуют подобные системы и осуществляются подобные процессы. Так, известны биополимеры, способные организовываться в особые структуры. Один из примеров — белки, которые не только могут сворачиваться в глобулярную форму, но и образовывать комплексы — структуры, включающие несколько молекул белков. Уже сейчас существует метод синтеза, использующий специфические свойства молекулы ДНК. Берётся комплементарная ДНК (кДНК), к одному из концов подсоединяется молекула А или Б. Имеем 2 вещества: ----А и ----Б, где ---- — условное изображение одинарной молекулы ДНК. Теперь, если смешать эти 2 вещества, между двумя одинарными цепочками ДНК образуются водородные связи, которые притянут молекулы А и Б друг к другу. Условно изобразим полученное соединение: ====АБ. Молекула ДНК может быть легко удалена после окончания процесса.
Однако явления самоорганизации не замыкаются только на спонтанном упорядочении молекул и/или иных частиц в результате их взаимодействия. Существуют и другие процессы, которым присуща способность к самоорганизации, не являющиеся предметом супрамолекулярной химии. Одним из таких процессов является электрохимическое анодное оксидирование (анодирование) алюминия, а именно та его разновидность, что приводит к формированию пористых анодных оксидных плёнок (ПАОП). ПАОП представляют собой квазиупорядоченные мезопористые структуры с порами, расположенными нормально к поверхности образца и имеющими диаметр от единиц до сотен нанометров и длину от долей до сотен микрометров. Существуют процессы, позволяющие в существенной степени увеличить степень упорядоченности расположения пор и создавать на основе ПАОА наноструктурированные одно-, двух и трёхмерные массивы.

### Проблема образования агломератов
Частицы размерами порядка нанометров или наночастицы, как их называют в научных кругах, имеют одно свойство, которое очень мешает их использованию. Они могут образовывать агломераты, то есть слипаться друг с другом. Так как наночастицы многообещающи в отраслях производства керамики, металлургии, эту проблему необходимо решать. Одно из возможных решений — использование веществ — диспергентов, таких как цитрат аммония (водный раствор), имидазолин, олеиновый спирт (нерастворимых в воде). Их можно добавлять в среду, содержащую наночастицы. Подробнее это рассмотрено в источнике «Organic Additives And Ceramic Processing», D. J. Shanefield, Kluwer Academic Publ., Boston (англ.).

## Новейшие достижения

### Наноматериалы
- Графен
- Углеродные нанотрубки
- Фуллерены
- Нанокристаллы
- Аэрогели
- Аэрографит
- Наноаккумуляторы
- Поверхности с эффектом лотоса

### Способы получения наноматериалов
Существующие способы получения наноматериалов включают в себя использование дугового электрического разряда в плазме между графитовыми электродами для получения фуллеренов, углеродных нанотрубок, газофазный метод для получения фуллеренов при высоких температурах, разложение углеводородов при высоких температурах и участии катализатора, порошковая технология, методы прессования и деформации, методы физического и химического осаждения плёночных покрытий.

### Методы исследования
В силу того, что нанотехнология — междисциплинарная наука, для проведения научных исследований используют те же методы, что и «классические» биология, химия, физика.
Одним из относительно новых методов исследований в области нанотехнологии является сканирующая зондовая микроскопия.
В настоящее время в исследовательских лабораториях используются не только «классические» зондовые микроскопы, но и СЗМ в комплексе с оптическими и электронными микроскопами, спектрометрами комбинационного (рамановского) рассеяния и флюоресценции, ультрамикротомами (для получения трёхмерной структуры материалов).

### Сканирующая зондовая микроскопия
Одним из методов, используемых для изучения нанообъектов, является сканирующая зондовая микроскопия. В рамках сканирующей зондовой микроскопии реализованы оптические методики.
Исследования свойств поверхности с помощью сканирующего зондового микроскопа (СЗМ) проводятся на воздухе при атмосферном давлении, в вакууме и даже в жидкости. Различные СЗМ методики позволяют изучать как проводящие, так и не проводящие объекты.
Кроме того, СЗМ поддерживает совмещение с другими методами исследования, например, с классической оптической микроскопией и спектральными методами.
С помощью сканирующего зондового микроскопа (СЗМ) можно не только увидеть отдельные атомы, но и также избирательно воздействовать на них, в частности, перемещать атомы по поверхности. Учёным уже удалось создать двумерные наноструктуры на поверхности, используя данный метод. Например, в исследовательском центре компании IBM, последовательно перемещая атомы ксенонa на поверхности монокристалла никеля, сотрудники смогли выложить три буквы логотипа компании («атомы IBM»), используя 35 атомов ксенона.
При выполнении подобных манипуляций возникает ряд технических трудностей. В частности, требуется создание условий сверхвысокого вакуума (10−11 тор), необходимо охлаждать подложку и микроскоп до сверхнизких температур (4—10 K), поверхность подложки должна быть атомарно чистой и атомарно гладкой, для чего применяются специальные методы её приготовления. Охлаждение подложки производится с целью уменьшения поверхностной диффузии осаждаемых атомов, охлаждение микроскопа позволяет избавиться от термодрейфа.
Для решения задач, связанных с точным измерением топографии, свойств поверхности и с манипуляцией нанообъектами посредством зонда сканирующего атомно-силового микроскопа, была предложена методология особенность-ориентированного сканирования (ООС). ООС-подход позволяет в автоматическом режиме реализовать нанотехнологию «снизу-вверх», то есть технологию поэлементной сборки наноустройств. При этом работа производится при комнатной температуре, поскольку ООС в реальном масштабе времени определяет скорость дрейфа и выполняет компенсацию вызываемого дрейфом смещения. На многозондовых инструментах ООС позволяет последовательно применить к нанообъекту любое количество аналитических и технологических зондов, что даёт возможность создавать сложные нанотехнологические процессы, состоящие из большого числа измерительных, технологических и контрольных операций.
Однако в большинстве случаев нет необходимости манипулировать отдельными атомами или наночастицами и достаточно обычных лабораторных условий для изучения интересующих объектов.

### Наномедицинаи химическая промышленность
Направление в современной медицине, основанное на использовании уникальных свойств наноматериалов и нанообъектов для отслеживания, конструирования и изменения биологических систем человека на наномолекулярном уровне.
- ДНК-нанотехнологии используют специфические основы молекул ДНК и нуклеиновых кислот для создания на их основе чётко заданных структур[10].
- Промышленный синтез молекул лекарств и фармакологических препаратов чётко определённой формы (бис-пептиды).

### Компьютеры и микроэлектроника
- Центральные процессоры — 15 октября 2007 года компания Intel заявила о разработке нового прототипа процессора, содержащего наименьший структурный элемент размерами примерно 45 нм. В дальнейшем компания намерена достичь размеров структурных элементов до 5 нм. Основной конкурент Intel, компания AMD, также давно использует для производства своих процессоров нанотехнологические процессы, разработанные совместно с компанией IBM. Характерным отличием от разработок Intel является применение дополнительного изолирующего слоя SOI, препятствующего утечке тока за счёт дополнительной изоляции структур, формирующих транзистор. Уже существуют рабочие образцы процессоров с транзисторами размером 14 нм и опытные образцы на 10 нм.
- Жёсткие диски — в 2007 году Петер Грюнберг и Альберт Ферт получили Нобелевскую премию по физике за открытие GMR-эффекта, позволяющего производить запись данных на жестких дисках с атомарной плотностью информации.
- Сканирующий зондовый микроскоп — микроскоп высокого разрешения, основанный на взаимодействии иглы кантилевера (зонда) с поверхностью исследуемого образца. Обычно под взаимодействием понимается притяжение или отталкивание кантилевера от поверхности из-за сил Ван-дер-Ваальса. Но при использовании специальных кантилеверов можно изучать электрические и магнитные свойства поверхности. СЗМ может исследовать как проводящие, так и непроводящие поверхности даже через слой жидкости, что позволяет работать с органическими молекулами (ДНК). Пространственное разрешение сканирующих зондовых микроскопов зависит от характеристик используемых зондов. Разрешение достигает атомарного по горизонтали и существенно превышает его по вертикали.
- Наноантенна[11] — 9 февраля 2005 года в лаборатории Бостонского университета была получена антенна-осциллятор размерами порядка 1 мкм. Это устройство насчитывает 5000 миллионов атомов и способно осциллировать с частотой 1,49 гигагерц, что позволяет передавать с её помощью огромные объёмы информации.
- Плазмоны — коллективные колебания свободных электронов в металле. Характерной особенностью возбуждения плазмонов можно считать так называемый плазмонный резонанс, впервые предсказанный Ми в начале XX века. Длина волны плазмонного резонанса, например, для сферической частицы серебра диаметром 50 нм составляет примерно 400 нм, что указывает на возможность регистрации наночастиц далеко за границами дифракционного предела (длина волны излучения много больше размеров частицы). В начале 2000 года, благодаря быстрому прогрессу в технологии изготовления частиц наноразмеров, был дан толчок к развитию новой области нанотехнологии — наноплазмонике. Оказалось возможным передавать электромагнитное излучение вдоль цепочки металлических наночастиц с помощью возбуждения плазмонных колебаний.

### Робототехника
- Молекулярные роторы — синтетические наноразмерные двигатели, способные генерировать крутящий момент при приложении к ним достаточного количества энергии.
- Нанороботы — роботы, созданные из наноматериалов и размером сопоставимые с молекулой, обладающие функциями движения, обработки и передачи информации, исполнения программ. Нанороботы, способные к созданию своих копий, то есть самовоспроизводству, называются репликаторами. Возможность создания нанороботов рассмотрел в своей книге «Машины создания» (1986) американский учёный Эрик Дрекслер. Вопросы разработки нанороботов и их компонентов рассматриваются на профильных международных конференциях[12][13].
- Молекулярные пропеллеры — наноразмерные молекулы в форме винта, способные совершать вращательные движения благодаря своей специальной форме, аналогичной форме макроскопического винта.
- С 2006 года в рамках проекта RoboCup (чемпионат по футболу среди роботов) появилась номинация «Nanogram Competition», в которой игровое поле представляет собой квадрат со стороной 2,5 мм. Максимальный размер игрока ограничен 300 мкм.

### Концептуальные устройства
- Nokia Morph — проект сотового телефона будущего, созданный совместно научно-исследовательским подразделением Nokia и Кембриджским университетом на основе использования нанотехнологических материалов.

## Индустрия
В 2004 году мировые инвестиции в сферу разработки нанотехнологий почти удвоились по сравнению с 2003 годом и достигли $10 млрд. На долю частных доноров — корпораций и фондов — пришлось примерно $6,6 млрд инвестиций, на долю государственных структур — около $3,3 млрд. Мировыми лидерами по общему объёму капиталовложений в этой сфере стали Япония и США. Япония увеличила затраты на разработку новых нанотехнологий на 126 % по сравнению с 2003 годом (общий объём инвестиций составил $4 млрд.), США — на 122 % ($3,4 млрд.). Объём мирового рынка наноматериалов в 2001 году составлял 555 млн долларов, а в 2005 году он составил более 900 млн долларов.

## Отношение общества к нанотехнологиям
Прогресс в области нанотехнологий вызвал определённый общественный резонанс.
Отношение общества к нанотехнологиям изучалось ВЦИОМ и европейской службой «Евробарометр».
Ряд исследователей указывают на то, что негативное отношение к нанотехнологии у неспециалистов может быть связано с религиозностью, а также из-за опасений, связанных с токсичностью наноматериалов. Особо это актуально для широко разрекламированного коллоидного серебра, свойства и безопасность которого находятся под большим вопросом.

### Реакция мирового сообщества на развитие нанотехнологий
C 2005 года функционирует организованная CRN международная рабочая группа, изучающая социальные последствия развития нанотехнологий.
В октябре 2006 года Международным Советом по нанотехнологиям выпущена обзорная статья, в которой, в частности, говорилось о необходимости ограничения распространения информации по нанотехнологическим исследованиям в целях безопасности. Первые научные статьи о безопасности наночастиц появились только в 2001 году. В 2008 году учреждена международная нанотоксикологическая организация (International Alliance for NanoEHS Harmonization), призванная установить протоколы для воспроизводимого токсикологического тестирования наноматериалов на клетках и живых организмах.
В 2004 году в эстонском Институте физической химии создана научно-исследовательская группа по экотоксикологическим исследованиям нанооксидов металлов, которая уже получила международное признание. В 2011 году присуждена Государственная премия Эстонии руководителю этой группы доктору наук Анне Кахру за цикл работ по нанотоксикологии.
Организация «Гринпис» не требует полного запрета исследований в области нанотехнологий, но высказывает опасения по поводу опасности «наночастиц», под коими, видимо, подразумевает «серую слизь».
Тема последствий развития нанотехнологий становится объектом философских исследований. Так, о перспективах развития нанотехнологий говорилось на прошедшей в 2007 году международной футурологической конференции Transvision, организованной WTA.

### Реакция российского общества на развитие нанотехнологий
26 апреля 2007 года президент России Владимир Путин в послании Федеральному Собранию назвал нанотехнологии «наиболее приоритетным направлением развития науки и техники». Он предположил, что для большинства россиян нанотехнологии сегодня — «некая абстракция вроде атомной энергии в 30-е годы».
Затем о необходимости развития нанотехнологий заявляет ряд российских общественных организаций.
8 октября 2008 года было создано «Нанотехнологическое общество России», в задачи которого входит «просвещение российского общества в области нанотехнологий и формирование благоприятного общественного мнения в пользу нанотехнологического развития страны»
6 октября 2009 года президент Дмитрий Медведев на открытии Международного форума по нанотехнологиям в Москве заявил: «Главное, чтобы не произошло по известному сценарию — мировая экономика начинает расти, экспортный потенциал возрастает, и никакие нанотехнологии не нужны и можно дальше продавать энергоносители. Этот сценарий был бы для нашей страны просто губительным. Все мы должны сделать так, чтобы нанотехнологии стали одной из мощнейших отраслей экономики. Именно к такому сценарию развития я вас призываю», — подчеркнул Д. Медведев, обращаясь к участникам форума. При этом президент особо отметил, что «пока эта (государственная) поддержка (бизнеса) носит безалаберный характер, пока мы не смогли ухватить суть этой работы, надо наладить эту работу». Д. Медведев также подчеркнул, что Роснано до 2015 года на эти цели будет выделено 318 млрд рублей. Д. Медведев предложил Минобрнауки увеличить количество специальностей в связи с развитием потребности в квалифицированных кадрах для нанотехнологий, а также создать госзаказ на инновации и открыть «зелёный коридор» для экспорта высокотехнологичных товаров. 

### Нанотехнологии в искусстве
Ряд произведений американской художницы Наташи Вита-Мор касается нанотехнологической тематики.
В современном искусстве возникло новое направление «наноарт» (наноискусство) — вид искусства, связанный с созданием художником скульптур (композиций) микро- и нано-размеров (10−6 и 10−9 м, соответственно) под действием химических или физических процессов обработки материалов, фотографированием полученных нано-образов с помощью электронного микроскопа и обработкой черно-белых фотографий в графическом редакторе.
В широко известном произведении русского писателя Н. Лескова «Левша» (1881 год) есть любопытный фрагмент:
Если бы, — говорит, — был лучше мелкоскоп, который в пять миллионов увеличивает, так вы изволили бы, — говорит, — увидать, что на каждой подковинке мастерово имя выставлено: какой русский мастер ту подковку делалН. Лесков «Левша»
Увеличение в 5 000 000 раз обеспечивают современные электронные и атомно-силовые микроскопы, считающиеся основными инструментами нанотехнологий. Таким образом, литературного героя Левшу можно считать первым в истории «нанотехнологом».
Изложенные Фейнманом в лекции 1959 г. «Там внизу много места» идеи о способах создания и применения наноманипуляторов совпадают практически текстуально с фантастическим рассказом известного советского писателя Бориса Житкова «Микроруки», опубликованным в 1931 году.
Некоторые отрицательные последствия неконтролируемого развития нанотехнологий описаны в произведениях М. Крайтона («Рой»), С. Лема («Осмотр на месте» и «Мир на Земле»), С. Лукьяненко («Нечего делить»).
Главный герой романа «Трансчеловек» Ю. Никитина — руководитель нанотехнологической корпорации и первый человек, испытавший на себе действие медицинских нанороботов.
В научно-фантастических сериалах «Звёздные врата: SG-1» и «Звёздные врата: Атлантида» одними из самых технически развитых рас являются две расы «репликаторов», возникших в результате неудачных опытов с использованием и описанием различных вариантов применения нанотехнологий. В фильме «День, когда Земля остановилась» с Киану Ривзом в главной роли, инопланетная цивилизация выносит человечеству смертный приговор и чуть было не уничтожает всё на планете при помощи самовоспроизводящихся нанорепликантов-жуков, пожирающих всё на своём пути.

## Форумы и выставки

Роснано 2010

Первый в России Международный форум по нанотехнологиям Rusnanotech прошёл в 2008 году, впоследствии ставший ежегодным. Работа по организации Международного форума по нанотехнологиям проводилась в соответствии с Концепцией, одобренной наблюдательным советом ГК «Роснанотех» 31 января 2008 года и распоряжением Правительства Российской Федерации № 1169-р от 12.08.2008 г. Форум прошёл с 3 по 5 декабря 2008 году в г. Москве в Центральном выставочном комплексе «Экспоцентр». Программа Форума состояла из деловой части, научно-технологических секций, стендовых докладов, докладов участников Международного конкурса научных работ молодых учёных в области нанотехнологий и выставки.
Всего в мероприятиях Форума приняло участие 9024 участника и посетителя из России и 32-х зарубежных стран, в том числе:
- 4048 участника конгрессной части Форума,
- 4212 посетителя выставки,
- 559 стендист,
- 205 представителей СМИ освещали работу Форума.

В 2009 году в мероприятиях Форума принял участие 10 191 человек из 75 регионов Российской Федерации и 38 других стран, в том числе:
- 4022 участника конгрессной части Форума,
- 9240 посетителя выставки,
- 951 стендист,
- 409 представителей СМИ освещали работу Форума.

В 2010 году в работе форума приняли участие почти 7200 человек.
Среди посетителей экскурсий, специально организованных Фондом «Форум Роснанотех» для школьников, собрались участники Всероссийской интернет-олимпиады по нанотехнологиям, и ученики школ, оказавшиеся впервые в центре крупного нанотехнологического события. Специально для посещения Форума приехали школьники из г. Чебоксары, г. Тула, г. Ростова-на-Дону. Экскурсоводами стали аспиранты МГУ им. Ломоносова, включённые в процесс подготовки нанотехнологической олимпиады.

## Критика нанотехнологий
Критика нанотехнологий сосредоточилась в основном в двух направлениях:
- прикрытие термином «нанотехнологии» организаций, занимающихся хищением бюджетных средств[36][37][38][39];
- технологические ограничения, препятствующие использованию нанотехнологий в промышленности.